# Александровка (Республика Алтай)
Алекса́ндровка (алт. Имери) — село в Майминском районе Республики Алтай России, входит в состав Бирюлинского сельского поселения.

## География
Село находится в долине реки Маймы, на расстоянии 39 км к юго-востоку от села Майма, административного центра района.

## Население
| 2008 | 2009 | 2010 | 2011 | 2012 | 2013 | 2014 |
| ---- | ---- | ---- | ---- | ---- | ---- | ---- |
| 325  | ↗338 | ↘317 | ↗318 | ↗325 | →325 | ↘320 |
| 2015 | 2016 |      |      |      |      |      |
| ↗323 | ↘314 |      |      |      |      |      |

## Улицы
- пер. Горный,
- ул. Заречная,
- ул. Центральная.